# Rúzs

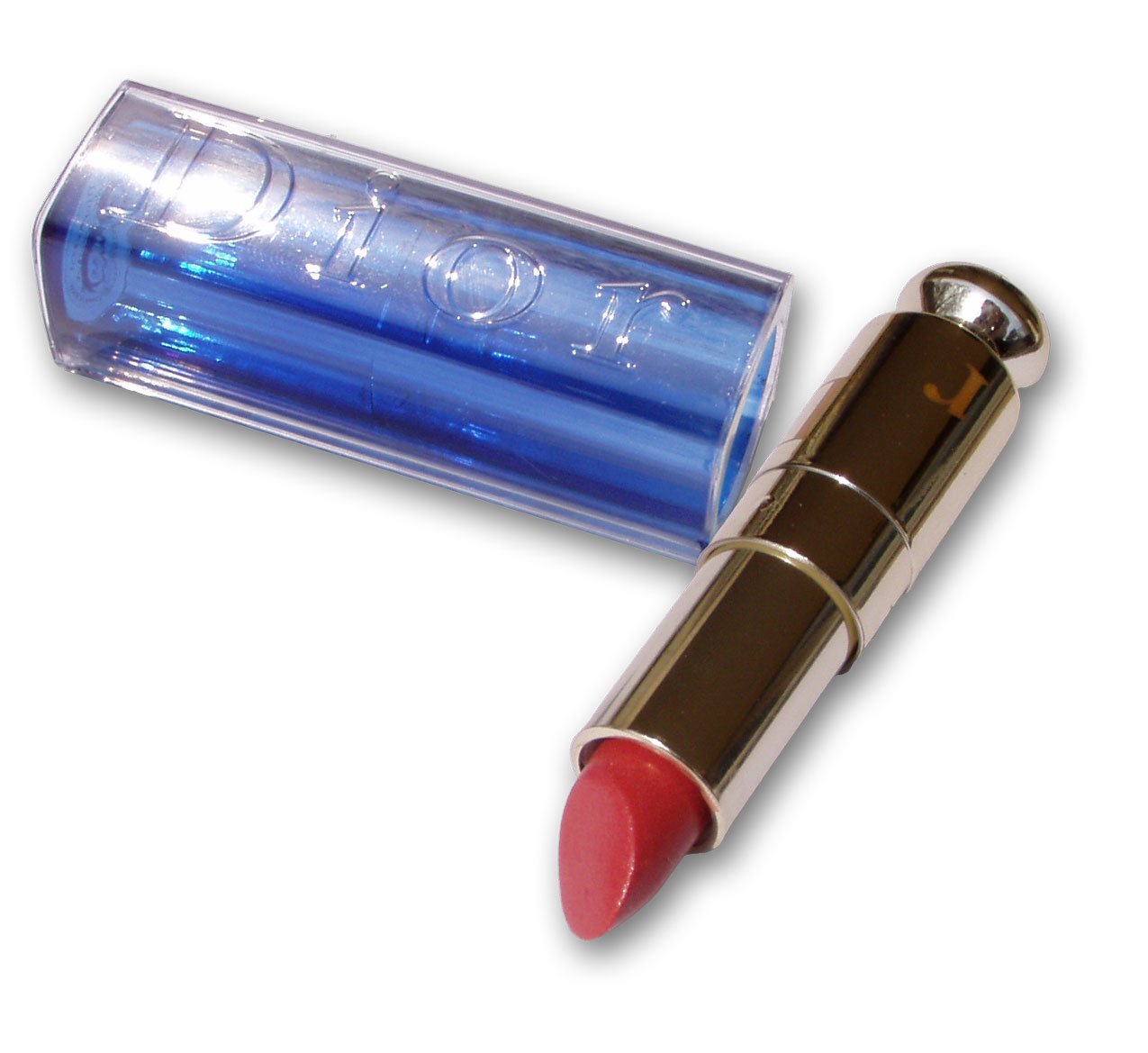
Ajakrúzs

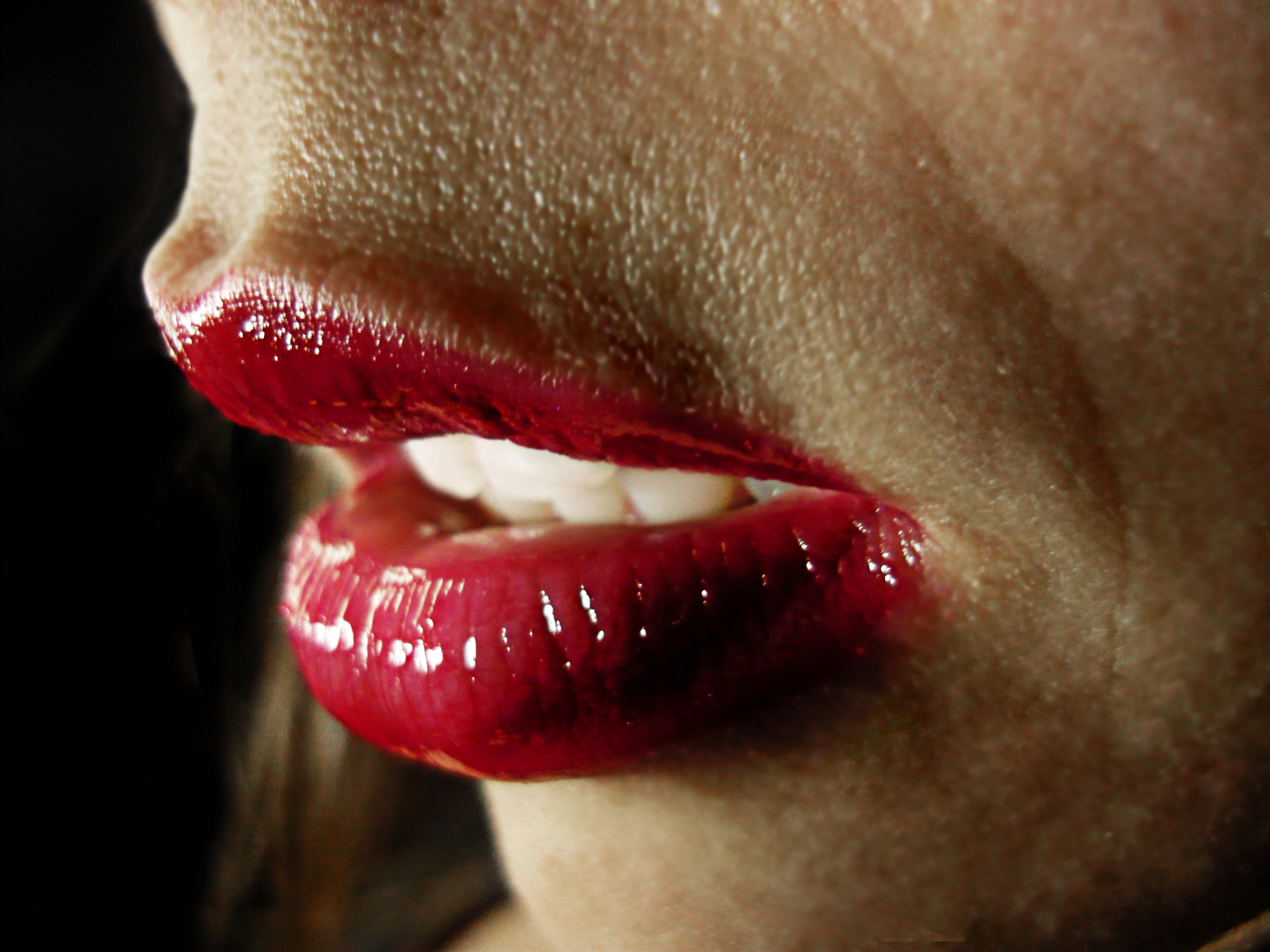
Rúzs a sminkelt ajkakon

A rúzs egy kozmetikai termék, mely különféle olajokból és zsírokból, viaszból, színezőanyagból és bőrápoló krémből áll, és az ajkak színezésére szolgál. 
A rúzsok általában enyhén illatosítottak, léteznek ibolyántúli sugárzást szűrő, csillogó és ízesített változatok is. Az utóbbi években többek között aloe vera-, E-vitamin- és kollagéntartalmú rúzsok is forgalomba kerültek.

## Története
Az első ajakszínezőket már az 5000 évvel ezelőtti Mezopotámiában is ismerték, ahol féldrágaköveket zúztak porrá, és ezekkel festették az ajkakat illetve a szemhéjat. Az egyiptomiak hennával, valamint (mérgező) jód- és brómtartalmú algakivonattal színezték az ajkakat.
Az iszlám fénykora idején, 1000 körül az andalúz arab tudós, Abu l-Kászim az-Zahrávi (Abulcassis) alkotta meg az első, tömör, rúd formájú, illatosított rúzst.
Európában a 16. században, I. Erzsébet angol királynő ideje alatt vált népszerűvé, aki maga is előszeretettel festette vérvörösre ajkait. Később azonban a rúzst és a sminket általában az ördög művének tartották, 1770-ben az angol parlament például törvényben ítélte el azokat a nőket, akik „sminket használva csábítják el a férfiakat”. A rúzst még az 1800-as években is a prostituáltak és a színészek eszközének tulajdonították. 1927-ben egy francia vegyész, Paul Baudecroux tartós, „csókálló” rúzst alkotott Rouge Baiser néven, amelyet azonban később betiltottak, mivel nem lehetett eltávolítani az ajkakról.
A rúzs a második világháború idején, jórészt a hollywoodi filmek hatására vált igazán népszerűvé.
A rúzsokban elenyésző mennyiségben, a színezőanyag részeként előfordulhat ólom, azonban az amerikai Élelmiszer-biztonsági és Gyógyszerészeti Hivatal (FDA) véleménye szerint ezek a mennyiségek nem jelentenek egészségügyi kockázatot.

## Fordítás
- Ez a szócikk részben vagy egészben  a   Lipstick című angol Wikipédia-szócikk fordításán alapul.  Az eredeti cikk szerkesztőit annak laptörténete sorolja fel. Ez a jelzés csupán a megfogalmazás eredetét és a szerzői jogokat jelzi, nem szolgál a cikkben szereplő információk forrásmegjelöléseként.